# Rajko Jokanović
Rajko Jokanović (kyrillisch Рајко Јокановић, * 27. November 1971 in Belgrad, Jugoslawien) ist ein serbischer Volleyballspieler.
Mit der jugoslawischen Nationalmannschaft gewann der Zuspieler 1996 bei den Olympischen Spielen in Atlanta die Bronzemedaille und wurde 2001 Europameister in Tschechien.
Rajko Jokanović spielte in den 1990er Jahren in seiner Heimat bei OK Roter Stern Belgrad und gewann hier zweimal den jugoslawischen Pokal. 1998 wechselte er zum deutschen Bundesligisten Moerser SC und 2000 zum Ligakonkurrenten Bayer Wuppertal. Er wurde in seiner Bundesligazeit  regelmäßig in den Ranglisten des Volleyball Magazins auf Spitzenpositionen in den Kategorien Aufschlag und Zuspiel gewählt. 2002 ging Rajko Jokanović nach Frankreich und spielte dort für Tourcoing Lille Métropole Volley-Ball, Beauvais OUC und Nizza Volleyball.